# 노벨라
노벨라(러시아어: Новелла) 체계는 러시아의 레니네츠사에서 개발한 대잠 및 해상정찰체계이다. 수출형은 씨 드래곤이라고 불리며, 기존의 대잠초계기와 헬기들의 성능을 향상시키기 위해 개발되었다.

## 개발
노벨라 체계의 개발은 1980년대에 베리예프 A-40 알바트로스(나토 코드 : 머메이드) 수륙양용기와 투폴레프 Tu-204 여객기를 기반한 Tu-204P 해상정찰기에 장비하기 위해 시작되었다. 그러나 소련의 몰락과 그에 따른 경제난으로 A-40에 대한 작업은 1996년 2월에 중단되었다. 저렴한 Tu-204P에 대한 개발은 계속되었으나 자금문제는 계속되었고 Tu-204P에 대한 개발도 취소되고 만다. 그 결과로, 기존의 Il-38에 대한 현대화가 최우선순위로 고려되게 된다.
그리하여 Il-38에 대한 체계개발은 99년 완료되었고, 2000년 주하이 에어쇼에서 처음으로 공개되었다.

## 종류
노벨라 체계는 플랫폼에 따라 다음과 같이 나뉜다.
- 1SD (A-40와 Tu-204P)
- 2SD (Il-38),
- 3SD/SD(H) (Ka-27 등의 헬기),
- 4SD (경량 항공기와 UAV)

SD(H)의 경우는 무게는 겨우 220 kg에 불과하다. 이 체계는 레이다, 전자광학, 적외선, 자기탐지, 음향, ESM 센서 등으로 구성된다.

## 구성

### 전자광학 및 적외선 센서
저광량 TV와 고해상도 FLIR 센서를 기수에 장착한다. 또한 통상형 혹은 MESMA 추진체계를 가진 잠수함 탐지를 겨냥해 수표면 온도 변화를 탐지하는 적외선 센서 또한 장착된다. 이러한 전자광학장비들은 레이다에 의해 탐지된 표적을 추적할 수도 있다.

### ESM
칵핏위의 포드에는 2000여개의 위협 신호 라이브러리를 가진 신형 ELINT장비가 들어있다.

### 합성개구레이다
노벨라 체계는 옵션에 따라 수상목표의 경우 15-320km, 공중 목표의 경우 20–90km의 탐지거리를 갖는 4가지 합성개구레이다를 제공한다. Il-38에 적용되는 2SD형의 경우 수상함의 경우 수상함의 경우 320km까지 항공기의 경우 90km의 탐지거리를 가지며, 헬기에 적용되는 SD(H)형의 경우에는 구축함의 경우 200km의 탐지거리, 전투기의 경우 60km의 탐지거리를 갖는다.

### 자기탐지센서
꼬리에 달린 자기탐지센서는 자기장 이상을 900 km 거리에서부터 탐지할 수 있다.

### 음향센서
전파-수중-음향 체계는 레니네츠사의 신형 수동(RGB-41E, RGB-48E)과 능동(GB-58E), 전파(RTB-93E)소노부이를 사용한다.

### 처리장치
각 센서에는 각각의 디지털 처리 컴퓨터가 있으며, 1553B 버스와 개방형 구조로 인해 모듈화되어있다. 중앙 임무제어컴퓨터는 전술 상황을 유지하고 무기 사용을 도와준다. 컴퓨터의 처리능력은 3.3 GOPS이며, 최대 32개의 목표를 추적할 수 있다. 노벨라체계는 항공기에 Kh-35, Kh-31A/P와 같은 대함미사일 뿐 아니라 R-73 단거리 공대공 미사일 운용능력 또한 부여해 준다

## 배치
러시아 해군 - 2020년까지 운용중인 모든 Il-38, Tu-142, Ka-27PL이 노벨라 체계로 업그레이드할 계획이다.

 인도 해군 - 5대의 Il-38을 Il-38SD(씨 드래곤)형으로 개량하였다.